# Vicent Gisbert Miró
Vicent Gisbert Miró (Alcoi, 1940 - La Nucia, 2008) fou un fotògraf, polític i periodista valencià.
Gran amant de la Pilota valenciana, va fundar un portal web que ell mateix va gestionar sota el pseudònim de Tagarinet on va fer una important llavor de promoció de la Pilota, tant de base com a nivell aficionat i professional, introduint els avanços tècnològics a la informació sobre la Pilota. També va formar part del Comité de Llargues de la Federació de Pilota Valenciana.
Políticament va militar en el moviment nacionalista valencià, primer com a militant la l'antiga UPV, després BLOC i finalment a la coalició Per la República Valenciana amb la qual va concórrer a les eleccions generals de 2008 com a candidat per Alacant al Senat d'Espanya, rebent únicament 214 vots (0,01%).
Degut a la seua activa participació en el moviment valencianista, el portal d'internet Valencianisme.com, en el qual participava també, va instaurar un premi amb el nom de Tagarinet en homenatge a Vicent Gisbert.